# Kepler-6
Kepler-6 es una estrella de tipo G situada en la constelación del Cisne. Se encuentra dentro del campo de visión de la Misión Kepler, que la descubrió como parte de una misión liderada por la NASA para descubrir planetas similares a la Tierra. La estrella, ligeramente más grande, rica en metales, ligeramente más fría y más masiva que el Sol, está orbitada por al menos un planeta extrasolar, un planeta del tamaño de Júpiter llamado Kepler-6b, que orbita cerca de su estrella.

## Características
Kepler-6 es una estrella que tiene aproximadamente 1,209 Msol, o aproximadamente cinco cuartas partes de la masa del Sol. También es más ancha que el Sol, con un radio de 1,391 Rsol, o siete quintas partes del del Sol. La estrella tiene aproximadamente 3.800 millones de años y tiene una temperatura efectiva de 5.647 K (9.705 °F). En comparación, el Sol tiene una temperatura ligeramente más cálida de 5.778 K. Kepler-6 tiene una metalicidad de [Fe/H] = +0,34, lo que la hace 2,2 veces más metálica que el Sol. En promedio, las estrellas ricas en metales tienden a ser más propensas a tener planetas y sistemas planetarios.
La estrella, vista desde la Tierra, tiene una magnitud aparente de 13,8. No es visible a simple vista. En comparación, la magnitud aparente de Plutón en su punto más brillante es ligeramente superior: 13,65.

## Sistema de planetario
Kepler-6 tiene un planeta extrasolar confirmado: un gigante gaseoso llamado Kepler-6b. El planeta tiene aproximadamente 0,669 MJ, o aproximadamente dos tercios de la masa de Júpiter. También es ligeramente más difuso que Júpiter, con un radio de aproximadamente 1,323 RJ. Kepler-6b orbita a una distancia promedio de 0,0456 UA de su estrella y completa una órbita cada 3,234 días. Se asume que la excentricidad de la órbita del planeta es 0, que corresponde a una órbita circular.
| Planeta | Masa     | Semieje mayor (UA) | Periodo orbital (días) | Excentricidad | Inclinación | Radio |
| ------- | -------- | ------------------ | ---------------------- | ------------- | ----------- | ----- |
| b       | 0.669 MJ | 0.04567            | 3.2347                 | 0             | - °         | ?     |